# Polaroid Fiction
Polaroid Fiction is een Belgische alternatieve rock band die in 2011 Limbomania won.
Hun debuut-ep Satisfied uit 2013, uitgebracht in eigen beheer, leverde de radiohit 'Satisfied' op bij Studio Brussel dat resulteerde in een tour met A Brand.
Opvolger FP werd opgenomen met de hulp van Tim Vanhamel, Niels Hendrix en Micha Volders en is een eerbetoon aan Florent Pevée, de op 22-jarige leeftijd bij een ongeval omgekomen broer van drummer Simon Pevéé.
Polaroid Fiction speelde onder meer op Pukkelpop en Marktrock en was artist in residence in de Muziekodroom.

## Discografie
- 2013 Satisfied (ep)
- 2015 FP (ep - Fons Records)